# Congrès des pouvoirs locaux et régionaux
Pour les articles homonymes, voir Congrès (homonymie).
 (novembre 2018).
Le Congrès des pouvoirs locaux et régionaux est l'assemblée politique pan-européenne représentant les autorités locales et régionales des 46 États membres du Conseil de l’Europe. Son rôle est de promouvoir la démocratie locale et régionale, d'améliorer la gouvernance locale et régionale et de renforcer l'autonomie des pouvoirs locaux, conformément aux principes énoncés dans la Charte européenne de l'autonomie locale. Il est composé de deux chambres, la Chambre des pouvoirs locaux et la Chambre des régions et se réunit en sessions plénières deux fois par an au Palais de l'Europe à Strasbourg, siège de son secrétariat permanent.
Le Congrès des pouvoirs locaux et régionaux est composé de 612 membres disposant d’un mandat électif au sein d’une collectivité locale ou régionale dans un des pays membres, représentant plus de 130 000 collectivités territoriales dans les États membres.
Le Congrès offre ainsi un lieu de dialogue politique privilégié, permettant aux représentants des pouvoirs locaux et régionaux de débattre de problèmes communs, de confronter leurs expériences et de dialoguer avec les gouvernements nationaux. Il favorise la démocratie locale et régionale, encourage le transfert et la régionalisation, la coopération transfrontalière entre les villes et les régions et  la participation active des citoyens. Le Congrès effectue des visites de contrôle régulières  dans tous les États membres pour évaluer leur mise en œuvre de la Charte européenne de l'autonomie locale, observer le fonctionnement des élections locales et régionales et organise des programmes de coopération dans ses États membres. Ses activités sont fondées sur les normes européennes communes prévues dans son traité de référence qui est la Charte européenne de l'autonomie locale.

## Histoire
Bien que l’actuel Congrès des pouvoirs locaux et régionaux ait été créé le 14 janvier 1994 par une résolution statutaire du Comité des ministres du Conseil de l’Europe, son histoire reflète celle du développement de la démocratie locale et régionale des cinquante dernières années en Europe.
Le prédécesseur du Congrès, la Conférence des pouvoirs locaux de l'Europe, a été créé au sein du Conseil de l'Europe en 1957. Elle a tenu sa première session le 12 janvier 1957 à Strasbourg, sous la présidence de l’homme d'État français, Jacques Chaban-Delmas (président de la Conférence européenne des pouvoirs locaux de janvier 1957 à janvier 1960). C’est à l’occasion de sa réunion annuelle de 1960 que la Conférence, souhaitant institutionnaliser son statut, adopte un projet de Charte qui sera approuvé le 13 septembre 1961 par le Comité des ministres. Dès ce moment-là, la Conférence européenne des pouvoirs locaux est officiellement créée dans le cadre de l’article 17 du Statut selon lequel « le Comité des ministres peut constituer, à toutes fins qu'il jugera désirables, des comités ou commissions de caractère consultatif ou technique ».
Le 19 février 1975, le Comité des ministres a amendé la Charte de la Conférence pour étendre sa compétence consultative aux représentants des collectivités régionales. Rebaptisée Conférence des pouvoirs locaux et régionaux de l’Europe, elle change encore d’appellation en 1979 et devient la Conférence permanente des pouvoirs locaux et régionaux de l’Europe. La grande œuvre de la Conférence permanente reste la Charte européenne de l’autonomie locale, ouverte à la signature des États membres du Conseil de l’Europe le 15 octobre 1985 et entrée en vigueur le 9 septembre 1988, par laquelle les États signataires s’engagent à reconnaître dans la législation interne le principe de l’autonomie locale. À l’occasion du premier sommet du Conseil de l’Europe à Vienne le 9 octobre 1993, les chefs d'État ou de gouvernement de l’organisation approuvent dans son principe la création d'un organe consultatif représentant authentiquement tant les autorités locales que régionales en Europe. En 1994, un texte à caractère statutaire donne suite au sommet en instituant, avec ses deux chambres, le Congrès des pouvoirs locaux et régionaux de l’Europe.
En 2005, lors du sommet de Varsovie, les chefs d'État et les gouvernements des États membres du Conseil de l'Europe ont réaffirmé l'importance de la démocratie locale et régionale pour l'Europe et souligné le rôle majeur du Congrès dans sa mission, soutenant à nouveau son mandat.
En octobre 2010, le Congrès a adopté une réforme complète de ses structures et activités, destinée à accroître l'impact de son action afin de la rendre plus efficace et plus pertinente pour les citoyens européens et leurs élus. Les changements structurels inclus, en particulier, la création de trois nouvelles commissions, pour remplacer les quatre préexistante : la commission de suivi, la commission de la gouvernance ainsi que la commission des questions d’actualités. En outre, un Forum statutaire a été mis en place, le mandat des membres du Congrès porté à quatre ans au lieu de deux, et l'exigence de trente pour cent de représentation des femmes dans les délégations nationales appliquée également aux membres suppléants. Le rôle du Bureau comme organe exécutif du Congrès a été renforcé, et les textes adoptés ont été soumis à une procédure de suivi claire et plus concrète.
À la lumière de cette réforme, le Comité des ministres a adopté en janvier 2011 une version révisée de la résolution statutaire et de la Charte du Congrès.
En octobre 2016, le Congrès a adopté ses priorités 2017-2020. Ces priorités sont centrées autour de deux volets : renforcement de la qualité de la démocratie locale et régionale et construction de sociétés sûres, respectueuses, inclusives et plus proches des citoyens.

## Rôle
En tant qu'Assemblée politique des élus locaux et régionaux, le Congrès se veut la voix de 130 000 régions et municipalités d'Europe. Il favorise ainsi le renforcement de la démocratie locale et régional dans tous les États membres du Conseil de l'Europe.
Le Congrès effectue des missions de suivi des autorités locales et régionales dans les États membres et prépare des rapports sur la situation dans les États concernés. Ces rapports ainsi que les projets de résolutions et de recommandations qu'ils contiennent sont soumis lors des Sessions plénières et débattus en présence de hauts représentants des gouvernements avant d’être adoptés. Les recommandations sont ensuite transmises au Comité des ministres du Conseil de l'Europe.
Le Congrès observe également les élections locales et régionales. Après une mission d'observation, un rapport ainsi qu’une recommandation sont rédigés et sont ensuite présentés au cours des sessions en vue de leur adoption.
En outre, il prépare des rapports thématiques, allant de pair avec une recommandation et / ou une résolution, qui sont débattus lors de ses sessions.
Afin de remplir ses objectifs, le Congrès coopère avec différents partenaires : des associations nationales, des associations internationales, des observateurs de la société civile ainsi que d’autres partenaires institutionnels tels que le Comité des Régions de l'Union européenne.

## Dialogue avec les gouvernements
Dans le cadre du suivi de la démocratie régionale en Europe, le Congrès entretient un dialogue régulier avec les États membres du Conseil de l'Europe. Le Comité des ministres, qui comprend les 46 ministère des Affaires étrangères de ces États, la Conférence des ministres responsables des collectivités locales et régionales, ainsi que ses comités directeurs - sont les principaux partenaires à cet égard.
Plusieurs fois par an, le président et le secrétaire général du Congrès fournissent aux représentants des États membres au sein du Comité des ministres, un rapport d’activités et tiennent un échange de vues. Le Congrès entretient également des échanges et des contacts directs avec les gouvernements nationaux. En particulier à l’occasion de visites officielles dans les États membres, au cours des Sessions plénières ou lors de visites de suivi dans le pays lui-même.

## Les structures

### Les sessions plénières du Congrès

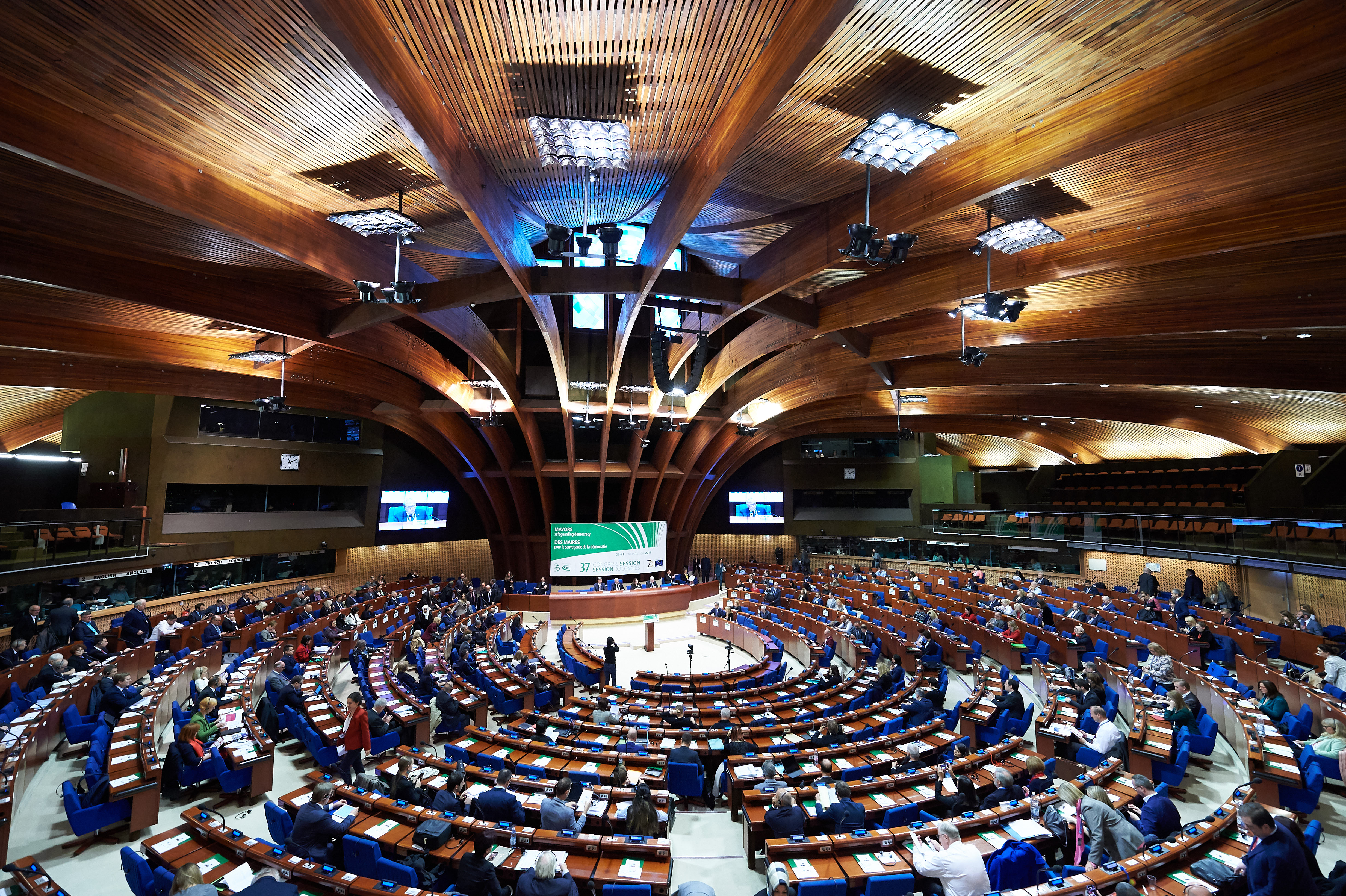
37e Session Plénière du Congrès

Composé de représentants disposant d’un mandat électif au sein d’une collectivité locale ou régionale, le Congrès compte 306 membres titulaires et 306 membres suppléants, représentant plus de 130 000 collectivités locales et régionales des États membres. Leur mandat a une durée de deux sessions ordinaires (soit deux années). Les membres du Congrès se regroupent par délégation nationale et par groupe politique, PPE/CCE (Groupe Parti populaire européen), SOC/V/DP (Groupe Socialistes, Verts et Démocrates Progressistes), GILD (Groupe Indépendant et Libéral Démocratique) et CRE (Conservateurs & réformistes européen).
Le Congrès se réunit deux fois par an à Strasbourg, où il accueille les délégations d'organisations européennes, ainsi que celles de quelques États non membres, reçues en qualité d'invités spéciaux ou d'observateurs. Les sessions des deux Chambres ont lieu lors des sessions plénières du Congrès.
Le Congrès élit son Président à tour de rôle, parmi les représentants de chaque Chambre. Le mandat du Président est de deux ans.

### Le Bureau
Le Bureau du Congrès -  composé des membres des Bureaux des deux Chambres (la Chambre des pouvoirs locaux et la Chambre des régions) - est responsable de la préparation de la session plénière, de la coordination des travaux des deux Chambres et des Commissions statutaires, ainsi que de la préparation du budget. Il assure la continuité des travaux du Congrès entre les sessions plénières du Congrès. Le président du Congrès préside le Bureau.

### Les Chambres

#### La Chambre des pouvoirs locaux

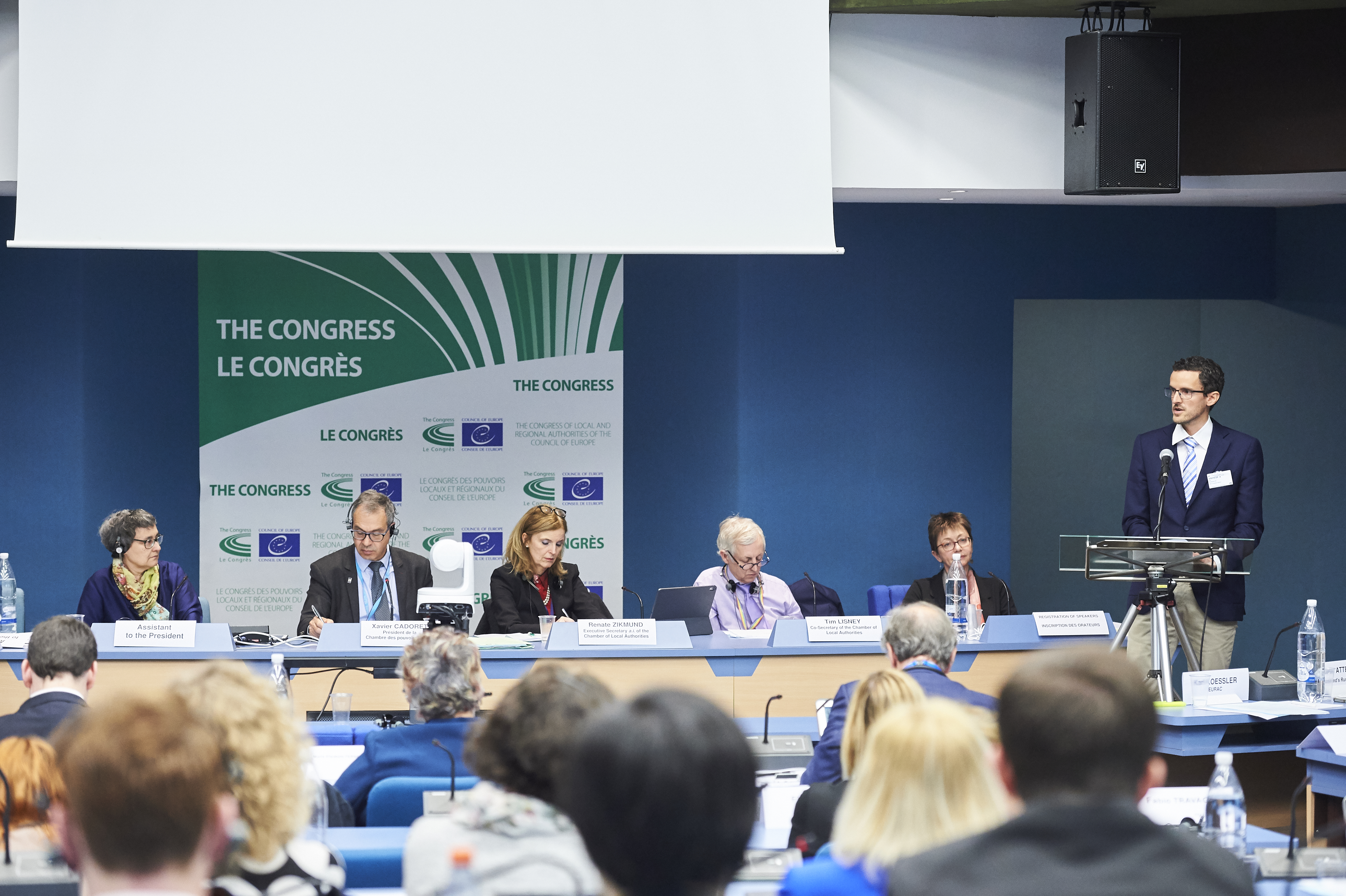
Débat thématique à la Chambre des pouvoirs locaux

La Chambre des pouvoirs locaux est un lieu privilégié de rencontre et d'expression des collectivités locales au sein du Congrès des pouvoirs locaux et régionaux. Elle permet de donner toute sa singularité à la voix des municipalités et des pouvoirs intermédiaires au sein du Congrès.
La tâche principale de la Chambre des pouvoirs locaux est d'évaluer la situation de la démocratie locale et d’observer les élections locales sur la base de la Charte européenne de l'autonomie locale. La Chambre gère également les questions sociales et soutient les activités de coopération des villes européennes, telles que le dialogue interculturel, la cyberdémocratie ou le multiculturalisme. Elle promeut les principes de la démocratie locale en dehors de l'Europe, notamment par le dialogue euro-arabe entre les villes et la coopération euro-méditerranéenne. Elle organise des débats thématiques sur des questions telles que la lutte contre la radicalisation, les villes contre le terrorisme, les migrations, la protection du patrimoine culturel etc. et peut adopter des recommandations et résolutions. Si nécessaire, la Chambre des pouvoirs locaux peut également exiger d'un membre de rédiger un rapport sur une question pertinente qui relève de son expertise. La Chambre des pouvoirs locaux doit examiner les questions qui relèvent de sa compétence, à savoir les questions de fond et d’actualité relatives à la dimension locale en Europe, et, si nécessaire peut soulever un débat lors d'une session du Congrès.

#### La Chambre des régions
Les représentants de la Chambre des régions sont issus d’entités situées entre l’État et les collectivités locales disposant soit de prérogatives d’auto-administration, soit de prérogatives d’ordre étatique. Ils doivent posséder la capacité effective de prendre en charge, sous leur propre responsabilité et dans l’intérêt de leur population, une part importante des affaires d’intérêt public, conformément au principe de subsidiarité.
Enfin, s’il existe dans un pays des collectivités territoriales couvrant un vaste territoire et exerçant des compétences relevant à la fois des municipalités et des régions, leurs représentants auront également qualité pour siéger à la Chambre des régions.
La Chambre des régions considère le « Cadre de référence sur la démocratie régionale » adopté en novembre 2009 comme un texte de référence et en assure la promotion dans le cadre de ses activités.

### Le Forum statutaire
Depuis l’adoption, le 19 janvier 2011, de la Charte révisée du Congrès par le Comité des ministres, l’ancienne Commission permanente est remplacée par un Forum statutaire. Le Forum statutaire est composé des présidents de toutes les délégations nationales et des membres du Bureau. Le Forum agit au nom du Congrès entre les sessions et peut être convoqué, à tout moment, par le président du Congrès, si celui-ci le juge nécessaire.

### Les Commissions statutaires
Le travail du Congrès s'organise autour de trois commissions statutaires instaurées en octobre 2010 dans le cadre de la réforme des structures du Congrès. En mars 2024, les attributions des comités ont été révisées et leurs noms ont été changés en la Commission de suivi de la mise en œuvre de la Charte européenne de l'autonomie locale et la Commission sur le respect des droits humains et de l'Etat de droit aux niveaux local et régional (« la Commission de suivi ») ; la commission de la gouvernance, de l'engagement civique et de l'environnement (« la Commission de la gouvernance ») ; et la commission de l'inclusion sociale et de la dignité humaine (« la Commission de l'inclusion sociale »).
- La Commission sur le suivi des obligations et des engagements des États membres, ou "Commission de suivi" est chargée en particulier de contrôler l'application de la Charte européenne de l'autonomie locale par les États membres, de préparer des rapports sur la situation de la démocratie locale et régionale dans les pays ayant ratifié la Charte et d'étudier certaines questions spécifiques liées à la démocratie locale et régionale. Elle organise des visites de suivi et rédige des projets de rapports et de recommandations sur la situation de la démocratie locale et régionale dans les États membres concernés. Elle encourage également les États membres à évaluer la situation de la démocratie locale, au regard de la Charte, et à identifier les obstacles qui les empêchent de l’appliquer pleinement[8].

- La Commission de la gouvernance est chargée de questions relevant du mandat statutaire du Congrès telles que la gouvernance, les finances publiques, la coopération transfrontalière et interrégionale et la cyberdémocratie, ainsi que la coopération avec les organes intergouvernementaux. La Commission est assistée d’un Groupe d’experts indépendants[9].

- La Commission de l'inclusion sociale et de la dignité humaine (ancienne Commission des questions d’actualité) est chargée de fournir des contributions des autorités locales et régionales à la promotion et à la mise en œuvre des valeurs fondamentales du Conseil de l'Europe dans les domaines de la cohésion sociale, de l'égalité et de la non-discrimination.

Chargées du suivi des textes adoptés par le Congrès sur la base de leurs rapports, les Commissions suivent également les activités intergouvernementales du Conseil de l'Europe et des commissions de l'Assemblée parlementaire. Elles examinent par ailleurs toutes les questions dont elles sont saisies, mais peuvent également aborder d’autres sujets relevant de leur compétence, sans pour autant aboutir à la préparation d'un rapport ou à l'organisation d'une conférence.

### Le Secrétariat
Le Secrétariat du Congrès est dirigé par un Secrétaire Général élu pour cinq ans par le Congrès réuni en session plénière. Il est assisté dans ses fonctions par un Directeur. Le secrétariat des deux chambres est assuré par un Secrétaire exécutif désigné par le Secrétaire Général du Conseil de l'Europe après consultation du Bureau du Congrès.

### Le Groupe d'experts indépendants sur la Charte européenne de l'autonomie locale
Le Groupe d’experts indépendants (GEI) assiste les trois commissions dans la mise en œuvre de leurs responsabilités statutaires en matière de démocratie locale et régionale. Il est composé d'experts désignés parmi les enseignants ou chercheurs dans les universités et autres centres de recherches sur la base de leurs compétences reconnues en matière d’autonomie locale ou régionale. La durée du mandat de l’expert est de quatre années renouvelables.
Le GEI est chargé d'assister le Congrès dans :
- L'élaboration de rapports sur l’état de la démocratie locale et régionale dans les États membres (missions de suivi général)
- L'élaboration de rapports portant sur un aspect spécifique de la Charte ou sur un pays/ ou groupe de pays (missions de suivi spécifique)
- L'élaboration de rapports sur une demande de contrôle d’un point spécifique posant un problème au regard du respect d’une des dispositions de la Charte (missions d’enquête)
- Toutes les activités relatives à la promotion de la démocratie locale et régionale et au suivi de l’évolution de l’autonomie locale et régionale sur la base de la Charte européenne de l'autonomie locale[12].

## Les activités

### Le suivi de la démocratie locale et régionale
Le suivi de la démocratie locale et régionale est basé sur le contrôle de l'application de la Charte européenne de l'autonomie locale sous la forme de missions dans les États membres effectuées par des membres du Congrès. L’activité de monitoring constitue une base importante pour établir un dialogue politique constructif avec les autorités des États membres sur les questions relatives à la démocratie locale et régionale. Elle permet au Congrès de mieux faire connaître ses principales conventions et instruments juridiques auprès des gouvernements, des parlements, des associations, des élus et des médias sur les questions institutionnelles locales et régionales. De nombreuses réformes législatives ont ainsi été entamées par les États membres sur la base des conclusions des missions de suivi. L’objectif est de soumettre chaque État membre à un suivi tous les cinq ans.
Le monitoring donne lieu à :
- Des rapports de suivi de la démocratie locale, élaborés pays par pays.
- Des rapports généraux ou thématiques  qui fournissent une analyse transversale de l’application de la Charte européenne de l’autonomie locale dans les États membres

Les rapports sont débattus en session plénière et donnent lieu à une recommandation du Congrès.
Dans le cadre de ses missions de suivi, le Congrès a également vocation à sensibiliser les élus aux droits de l'homme et à leur application au niveau local et régional.
En 2019, le Congrès a lancé le site web Carta-Monitor, qui permet de consulter l'analyse, article par article, réalisée au cours des missions de monitoring, mais aussi d'effectuer une analyse comparative sur plusieurs articles et sur plusieurs pays.

### L'observation des élections locales et régionales
L'observation d'élections locales et régionales est un autre volet important des activités du Congrès dans la promotion de la démocratie locale et régionale. Les missions d'observation sont menées à la demande officielle des autorités nationales concernées. Le Congrès met en place une délégation composée de membres du Congrès et de membres du Comité des régions (environ 10-15 personnes). À l'issue de la mission d'observation, une déclaration préliminaire est faite par la délégation du Congrès et un rapport est ensuite préparé et présenté à la Session du Congrès, qui comprend une analyse de la campagne électorale, le jour du scrutin, ainsi que des recommandations / améliorations à apporter.
Le Congrès collabore avec des institutions du Conseil de l'Europe, telles que l'Assemblée parlementaire et la Commission de Venise. Les détails de la procédure sont énoncés dans la résolution du Congrès.

### Dialogue post-monitoring et post-observation des élections
Dans le cadre de son suivi de la démocratie locale et régionale en Europe, le Congrès entretient un dialogue régulier avec les autorités des États Membres du Conseil de l’Europe. En mars 2013, il a adopté la Résolution 353 (2013) sur le post-monitoring et la post-observation des élections. Son objectif est de développer le dialogue politique avec les États Membres et les différentes parties prenantes à la suite d’une visite de suivi ou d’une visite d’observation des élections, afin d’assurer l’efficacité et l’impact de ses activités de suivi et d’observation des élections.
Pour donner suite à ses recommandations, le Congrès établit avec les autorités de l’État membre concerné une feuille de route, afin d’améliorer la démocratie locale et régionale.
La première feuille de route préparée dans le cadre de ce dialogue de post-monitoring portait sur la réforme de décentralisation entreprise par les autorités ukrainiennes, et a été signée en mai 2015.

## Les programmes de coopération
Le Congrès développe des projets dans le cadre du Chapitre sur la Démocratie du plan d’action du Conseil de l’Europe pour ses États membres. Ces projets sont co-financés par le biais de contributions volontaires d’États membres ou de partenaires internationaux.
Des programmes de coopération sont actuellement mis en œuvre en Ukraine ; financés par des contributions volontaires. Des activités bilatérales ou régionales avec d’autres États membres et dans le cadre de la politique de voisinage du Conseil de l’Europe sont en discussion.
Dans le passé, le Congrès a été actif dans le renforcement de la démocratie locale et la coopération transfrontalière en Europe. Il a encouragé la création d'associations de pouvoirs locaux et régionaux telles que les Agences de la Démocratie Locale (ADL), le Réseau d'Association des Pouvoirs Locaux du Sud Est (NALAS), le réseau européen de formation pour les collectivités territoriales (ENTO) ou encore l'association des pouvoirs locaux de Géorgie (NALAG). Ces associations ont maintenant évolué de façon indépendante et sont des partenaires privilégiés du Congrès.

## Les activités thématiques

### L’Alliance européenne des villes et des régions pour l’inclusion des Roms et des Gens du voyage
L’Alliance européenne des villes et des régions pour l'inclusion des Roms est une initiative du Congrès des pouvoirs locaux et Régionaux du Conseil de l'Europe en coopération avec le Représentant spécial du Secrétaire général pour les questions Roms. Plus de 120 villes et régions issues de 129 pays participent actuellement à l'Alliance.
L’Alliance poursuit les objectifs suivants :
1. Favoriser l’échange de savoir-faire et de bonnes pratiques sur l’inclusion des Roms et des Gens du voyage entre les villes et régions participantes ;

2. Permettre aux villes et régions membres de s’exprimer d’une seule voix, en leur offrant une plate-forme pour la promotion de leur point de vue sur les questions relatives à l’inclusion des Roms aux niveaux local et régional.
L’Alliance organise des séminaires nationaux et internationaux destinés à faciliter l’échange de savoir-faire et de bonnes pratiques entre les villes et régions participantes.
L’une des priorités essentielles de l’Alliance est de promouvoir la culture rom et de mieux faire connaître le génocide rom perpétré pendant la Deuxième Guerre mondiale et la journée internationale de commémoration du 2 août.
Une autre initiative importante du Conseil de l’Europe, destinée à lutter contre l’antitsiganisme, est la campagne Dosta ! mise en œuvre à l’échelle nationale dans les États membres. Depuis 2013, l’Alliance est responsable du « prix Dosta ! du Congrès », qui récompense tous les deux ans trois municipalités pour la mise en œuvre de projets innovants dans le domaine de l’inclusion des Roms.
Entre 2013 et 2014, l’Alliance a mis en place la première étape du projet ROMACT. Environ 30 villes et régions étaient engagées dans différents types d’activités, telles que des travaux de préparations, des collectes de données, des analyses, des ateliers thématiques, des visites d’étude ou encore des échanges d’informations. La mise en œuvre de ce projet était aussi l’occasion pour les participants de développer leurs relations et de mettre en place des partenariats.
Le projet pris fin en 2014 avec la tenue d’une conférence d’évaluation où furent présent les villes et régions du programme mais aussi des décideurs politiques locaux, nationaux et internationaux.

## Les partenaires du Congrès

### Les associations nationales de pouvoirs locaux et régionaux
Le Congrès entretient des contacts et des échanges réguliers avec les différentes associations représentatives des pouvoirs locaux et régionaux de chaque État membre du Congrès. À titre d'exemple, pour la France, le Congrès coopère notamment avec l'Association des maires de France, l'Association des régions de France et l'Assemblée des départements de France.

### Les associations internationales de pouvoirs locaux et régionaux
Le Congrès coopère de manière régulière avec de nombreuses associations internationales représentatives des pouvoirs locaux et régionaux. Aux rangs de celles-ci, on compte notamment Eurocités, Cités et Gouvernements locaux unis (CGLU) et le Conseil des communes et régions d'Europe.

### Le Comité des Régions de l'Union européenne
La coopération entre le Congrès et le Comité des régions de l'Union européenne est établie par un accord de coopération signé en 2005. La coopération  passe notamment par un groupe de contact dont la principale mission consiste à gérer les relations et les activités conjointes des deux organisations.
La coopération des deux institutions est basée sur la volonté de travailler en complémentarité pour le respect du principe de subsidiarité et de proportionnalité.
Depuis 2007, le Congrès associe des membres du Comité des Régions à ses missions d'observation des élections.

## Les membres du Congrès
Le Congrès des pouvoirs locaux et régionaux a 306 représentants (et 306 suppléants) des pays membres.

## Les groupes politiques
Chaque délégation nationale doit refléter une représentation équitable des forces politiques (critères politique, géographique, équilibre hommes/femmes). La Charte du Congrès fixe un minimum de représentation de 30 % du sexe sous-représenté au sein de chaque délégation.
Il existe aujourd’hui quatre groupes politiques au sein du Congrès (ainsi que des membres qui ne sont affiliés à aucun groupe politique) : 
- PPE/CCE - Groupe du parti populaire européen[16]
- SOC/V/DP (Groupe Socialistes, Verts et Démocrates Progressistes)[17]
- GILD - Groupe indépendant et libéral démocratique[18]
- CRE - Groupe conservateurs & réformistes européen[19]

Le Congrès se réunit deux fois par an lors des Sessions plénières, qui se tiennent à Strasbourg en mars et octobre. Les Sessions des deux Chambres sont organisées au cours de ces sessions plénières. Tous les deux ans, le Congrès nomme un président parmi les représentants ou membres à part entière. Le président du Congrès est élu pour un mandat de 2 ans.